# 山田麗華
山田 麗華（やまだ れいか、2003年〈平成15年〉1月7日 - ）は、日本の女性ファッションモデル、タレントである。神奈川県出身。SGMedia（ソーシャルガールズメディア）を経てLovers所属。「れいたぴ」の愛称で知られる。

## 略歴
2018年5月放送のAbema TV『今日、好きになりました。』第9弾に出演した後、同年10月1日発売の「Popteen」11月号から同誌のレギュラーモデルに。
AbemaTV『Popteenカバーガール戦争』第1弾&第2弾にも出演し人気となり、『今日好き』発のガールズユニット「みぎてやじるし ひだりてはーと」メンバーとしても活動した。
2020年2月末にPopteenモデルを卒業。2021年4月1日、ファッション誌「Happie nuts」の“nutsメイト”に就任。翌2022年に行われたnutsモデル総選挙で1位となり、同誌の専属モデルに昇格した。
2022年7月、講談社『ミスマガジン2022』でベスト16に選出。同月14日未明（13日深夜）放送のABEMA『矢口真里の火曜TheNIGHT』にミスマガジンベスト16が出演した際、MCの矢口真里から高評価を受け「The NIGHT賞」を受賞。同年8月29日発売の週刊ヤングマガジン39号にグラビアが掲載された。だが同年10月18日に行われたミスマガジン2022グランプリ発表会に山田の姿はなく、グランプリ他各賞とのW受賞は果たせなかった。
2023年9月29日、所属事務所をLoversに移籍することを発表。

## 人物・エピソード
- 星槎国際高等学校卒業[動画 2]。
- 愛称の「れいたぴ」は、タピオカが好きなことに由来している[3]。そのため自身のファンの愛称は「タピオカ族」である[動画 3]。他に好きな食べ物はフライドポテト、オムライス、うどん、ラーメン、アイスクリーム[3]。嫌いな食べ物はパクチーとゴーヤ[3]。
- 家族は父親と弟1人[動画 4]。
- 趣味は日帰りで温泉を巡ること、人見知りしないで誰にも話しかけられること[1]。
- 好きな色は紫[3]。
- 小1の時、父親から髪を染められたのを機にギャルを夢見るようになる[動画 4]。中学2～3年時は年に2・3回程しか学校に通わず、体育祭や文化祭時に髪を青く染めて退場させられた記憶が残っている[動画 4]。その後高校入学と共に先述の『今日好き』出演やPopteenモデル等で芸能の仕事を行うようになった。
- なお、『週刊プレイボーイ』のインタビューでは芸能活動のきっかけを「（当時の）彼氏がインフルエンサーの子と浮気していることが発覚して。でも私のほうが絶対かわいいし。それを証明したくてオーディションを受けました」[12]「彼氏にも見とけよ!って連絡して」と彼氏の浮気がきっかけだったことを述べている[12]。
- 自身のYouTubeチャンネルでは必ず「ほんじゃらけ～!! れいたぴです!」と挨拶するのが定番である[2]。先述のミスマガジン発表後の2022年11月には、同チャンネルの登録者数が10万人を突破した[動画 1]。
- Popteenの先輩だった浪花ほのか[13]や、Popteenやnutsで共働する田向星華[14]と仲が良い。
- 『今日好き』で共演した北出大治郎とのカップルは“だいたぴ”と呼ばれていた。2019年6月には自身の作詞による同名のオリジナル曲（作曲：浜田果歩・編曲：石原剛志）[動画 5]を公開する等順調だったが、同年11月16日公開の動画にて「だいたぴは別々の道を歩むことになりました」とファンに破局を伝えた[15]。

## 出演

### イベント
- 2018年8月：WOL fashion festa
- 2018年9月：TiARY TV Fes by TOKYO STREET COLLECTION
- 2018年10月：戸板女子短期大学「TOITA Fes」[動画 6]
- 2018年12月：FASHION LEADERS 2018A/W
- 2019年1月：NARA COLLECTION
- 2019年3月：超十代 2019
- 2019年3月～4月：WEGO店頭販売チェキ撮影会
- 2019年4月：シンデレラフェス Vol.6
- 2019年5月：FASHION LEADERS 2019 S/S
- 2019年8月：KANSAI COLLECTION 2019AW
- 2022年8月：TGC teen 2022 Osaka[16]

### 雑誌
- 2018年8月：Popteen（角川春樹事務所）
- 2018年9月～：Popteen（角川春樹事務所） - レギュラーモデル入り[4]
- 2019年3月：Popteen（角川春樹事務所） - 表紙※限定版
- 2019年8月：Popteenカバーガール戦争攻略本（角川春樹事務所）表紙
- 2021年4月～：Happie nuts（大洋図書）- nutsメイト[6]

### テレビ
- 今日、好きになりました。 第9弾（2018年5月28日 - 6月18日・8月、AbemaTV）
- ラブ×ポーカー（2018年8月、Mix channel）
- Popteenカバーガール戦争（2018年10月、AbemaTV）- レギュラー
- ドラマ「1ページの恋」（2019年2月、AbemaTV）

### MV
- 2018年11月：足立佳奈「You Your Yours」（アルバム『Yeah!Yeah!』所収）[動画 7]
- 2019年1月：Kamin「ありよりのあり」[動画 8]

### 広告
- 2018年12月：キリン「午後の紅茶」CM（AbemaTV限定公開）
- 2018年12月：ジョイフルまるやま 振袖ジョイフル恵利「振袖TEENS」イメージモデル
- 2019年1月：Baidu Japan きせかえボードアプリ「Simeji」コラボ
- 2019年1月：カジタク ピクチャーパレットコラボ
- 2019年2月：NTTソルマーレ 「Lylink」 バレンタイン動画
- 2019年4月：BLEA女子高等部イメージモデル
- 2019年4月：ドン・キホーテ アパレル「CHARACTER collection 」モデル
- 2019年4月：イオンリテールファッションショップ「Doublefocus」イメージモデル
- 2019年7月：DAIHATSU「おちゃらけ戦隊ダイハチューム」イメージモデル
- 2019年7月：AbemaTV「今日、好きになりました。」発ガールズユニット「みぎてやじるし ひだりてはーと」デビュー
- 2019年7月：キリン「午後の紅茶」CM第2弾（AbemaTV限定公開）

## 作品

### デジタル写真集
- れいたぴ（山田麗華）写真集「なちゅぎゃる」（週刊プレイボーイ、2023年5月15日）
- スレンダーギャル れいたぴ（講談社、2023年5月26日）